# Йозеф Яськевич
Йозеф Яськевич (лат. Josephus Jaśkiewicz, пол. Józef Jaśkiewicz; 1716 — 9 липня 1791) — львівський вірменин, суддя вірменської громади міста Львова та бурмистр Львова .
Походив з давнього львівського вірменського роду. Мав репутацію справедливого судді, що діяв лише в інтересах людей і завжди доводив справу до кінця. З 1765 р. був секретарем польського короля Станіслава Понятовського. В 1785 р. був обраний до міської ради, а пізніше став міським бурмистром.